# Hnutí M23

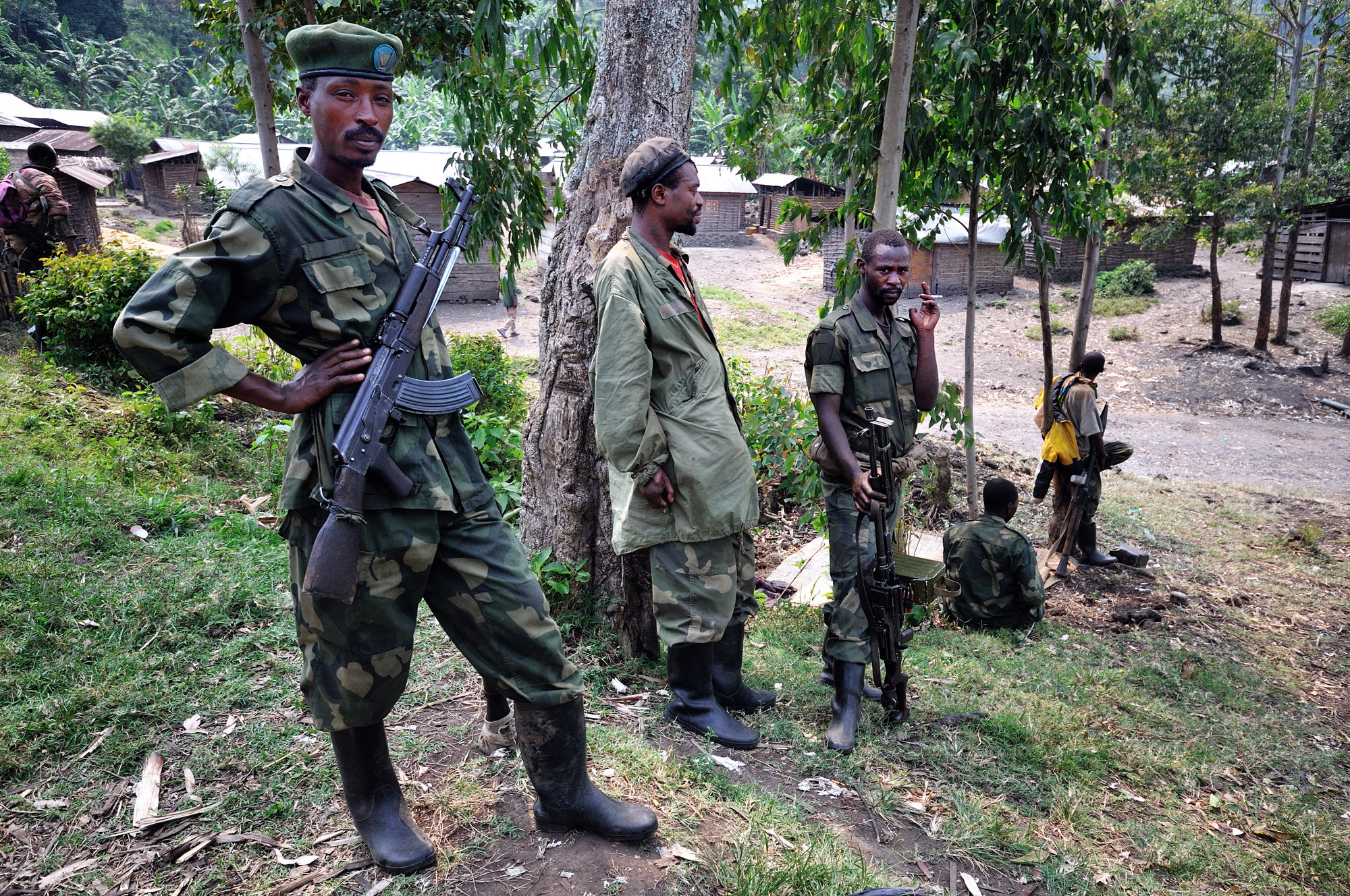
Bojovníci z hnutí M23 v červenci 2012 v Bunaganě, Severní Kivu

Hnutí M23, celým názvem Hnutí 23. března (francouzsky Mouvement du 23 mars), někdy uváděno jako Konžská revoluční armáda, je konžská povstalecká skupina, kterou etnicky tvoří zejména Tutsiové. Hlavní operační oblastí hnutí je východ Konžské demokratické republiky, zejména provincie Severní Kivu. Povstání M23 z let 2012 až 2013 vyústilo ve vysídlení více než 100 tisíc lidí. V listopadu 2012 se příslušníci M23 chopili města Goma, ve kterém žilo milion lidí. Ke konci roku 2012 konžská armáda s jednotkami OSN město dobyla zpět.
Podle vyšetřování OSN za vznikem hnutí M23 stála Rwanda. V důsledku mezinárodního tlaku přestala Rwanda hnutí podporovat a to vedlo v roce 2013 k jeho rychlé porážce.
V roce 2017 odštěpené jednotky M23 obnovily povstání, ale operace této frakce měly jen malý místní dopad. V roce 2022 zahájila větší část M23 ofenzívu, která nakonec vyústila v dobytí konžského pohraničního města Bunagana. Po útocích na M23 v roce 2022 konžská vláda znovu obvinila Rwandu a vládu prezidenta Paula Kagameho z podpory rebelů. Rwanda tato obvinění popřela. V listopadu 2022 se rebelové M23 dostali do blízkosti města Goma a donutili asi 180 000 lidí opustit své domovy poté, co se konžská armáda stáhla z regionu poblíž vesnice Kibumba. V prosinci 2022 se objevily zprávy o masakru v Kishishe v provincii Severní Kivu, který stál život téměř 300 civilistů. Od února 2023 skupina okupuje různá velká města ve východní části Severního Kivu včetně Bunagany, Kiwanja, Kitchanga, Rubaya, Rutshuru a kontroluje životně důležité cesty vedoucí do Gomy.
V lednu 2025 vedlo hnutí novou ofenzívu v provincii Severní Kivu. Ta vyhnala z domovů kolem 400 tisíc tamních obyvatel. Koncem ledna povstalci uvedli, že dobyli město Goma. Na začátku února, po vpádu hnutí M23, došlo ve věznici v Gomě k hromadnému útěku čtyř tisíc vězňů. Předtím ovšem znásilnili několik set tamních vězeňkyň a věznici následně zapálili, přičemž zde vězeňkyně uhořely.

## Pozadí

Provincie Severní Kivu

Dne 23. března 2009 podepsal Národní kongres na obranu lidu (CNDP) mírovou smlouvu s vládou Konžské demokratické republiky, kdy se stal politickou stranou a vojáci M23 se integrovali do Ozbrojených sil Demokratické republiky Kongo (FARDC). M23 má svůj název od data těchto mírových dohod. Ozbrojené křídlo skupiny vede generál Makenga Sultani, který slouží jako úřadující prezident skupiny od 28. února 2013 sesazením biskupa Jean-Marie Runiga Lugerera, bývalého člena CNDP.